# Сицилийская операция
Сицилийская операция, или Операция «Хаски», — операция Второй мировой войны, в ходе которой войска антигитлеровской коалиции разгромили войска стран «оси» (Италии и Германии), расположенные на Сицилии, и захватили остров. За широкомасштабной высадкой последовали шесть недель боёв на суше. Сицилийская операция стала началом Итальянской кампании англо-американских сил в Европе.
Операция началась в ночь с 9 на 10 июля и окончилась 17 августа 1943 года. На момент проведения это была крупнейшая морская десантная операция. Союзное англо-американское командование использовало опыт высадки на Сицилии для последующей более крупной высадки в Нормандии, которая до сих пор остаётся крупнейшей десантной операцией в истории.
Операция достигла поставленных целей: сухопутные, военно-воздушные и военно-морские войска стран «оси» были выбиты с острова, средиземноморские морские пути были открыты, а итальянский диктатор Бенито Муссолини был отстранён от власти. Началась высадка англо-американских войск в Италии.
По мнению некоторых военных экспертов, высадка сил антигитлеровской коалиции на Сицилию способствовала отмене продолжения начавшегося 5 июля 1943 года немецкого наступления под Курском и заставила Гитлера перебросить часть своих войск в Италию для усиления этого стратегического направления.

## Предыстория

### Участники
Силы союзников состояли, в основном, из американских, британских и канадских частей и подразделений. Некоторые другие страны антифашистской коалиции также выделили воздушные и морские войска для проведения операции.
Генерал Харольд Александер возглавил сухопутные войска, собранные в 15-ю группу армий, куда вошли: 
8-я британская армия генерала Бернарда Монтгомери (её поддерживала 1-я канадская пехотная дивизия, которая была частью 1-й канадской армии, базировавшейся в Англии) и 
7-я армия США под началом Джорджа Паттона. 
Командующим группировки войск был генерал Дуайт Эйзенхауэр. 
Общая численность войск союзников составляла 470 тыс. человек.
Остров оборонялся 6-й итальянской армией генерала Альфредо Гуццони, в составе 12-го и 16-го корпусов береговой охраны, четырёх фронтовых дивизий, 14-го немецкого танкового корпуса и других армейских подразделений. Всего на Сицилии находилось 300 тыс. итальянских и 40 тыс. немецких солдат, по меньшей мере 147 танков и около 220 единиц артиллерии. Итальянцы вскоре прислали дополнительно 12 000 солдат и 91 танк.

### Планирование операции
В начале 1943 года на конференции в Касабланке руководители стран-союзниц пришли к выводу, что вторжение во Францию не состоится. Было решено высадиться на итальянском острове Сицилия, используя войска, участвовавшие в Североафриканской кампании, приближавшейся к своему победному концу.
Основными целями операции были очистка Сицилии от войск «оси», выдворение их флота из сицилийских вод и обеспечение свободного плавания союзного флота в Средиземном море, а также оказание давления на режим Муссолини и, возможно, вывод Италии из войны. Захват Сицилии открывал возможность высадки в самой Италии, но в тот момент этот вопрос союзниками не обсуждался: американцы не хотели принимать участие в любой операции, которая могла бы отсрочить высадку во Франции.
Были рассмотрены два возможных плана операции. Согласно первому, предполагалось высадить две армии на западе и на востоке Сицилии, чтобы затем продвигаться в центр острова и окружить войска противника. В этом случае войска «оси» на Сицилии были бы не только окружены, но и уничтожены. Этот план был очень рискованным, так как две армии не имели бы возможности поддерживать друг друга и могли быть уничтожены поодиночке. Хотя в Северной Африке итальянские войска показали себя довольно слабым противником, но здесь они могли представлять собой серьёзную угрозу, поскольку защищали свою страну.
Другой план предусматривал высадку двух союзных армий неподалёку друг от друга с последующим продвижением вглубь острова. При этом исключалась бы возможность окружения войск противника.
В конце концов командование союзников выбрало этот план как менее рискованный.
7-я армия должна была высадиться в заливе Джела к югу от центра Сицилии: 3-я пехотная дивизия и 2-я бронетанковая дивизия высаживались западнее Ликаты, 1-я пехотная дивизия — в центре залива, 45-я пехотная дивизия — восточнее Скоглитти. 82-я воздушно-десантная дивизия должна была быть выброшена за линию вражеских укреплений в Джела и Скоглитти. Длина прибрежной полосы, которую предстояло занять 7-й армии, составляла около 50 километров.
8-я армия должна была высадиться в юго-восточной Сицилии: 30-й корпус высаживался по обе стороны от мыса Пассеро — в самой юго-восточной части острова, в то время как 13-й корпус должен был высадиться к северу в заливе Ното возле Аволы. Длина полосы, отведённой для высадки 8-й армии, также составляла 50 километров. Таким образом, между двумя армиями образовывался разрыв в 40 километров.
Обеим армиям было предписано после высадки сблизиться и обезопасить большую часть прибережной территории. Затем 8-я армия должна была направиться на север по восточному побережью вплоть до Мессины, а 7-я армия прикрыть фланг 8-й армии и очистить остальную часть острова.

#### Операция по дезинформации
Для того, чтобы ввести в заблуждение противника, английская разведка провела удачную операцию «Мясной фарш» — когда около побережья Испании был подброшен труп в форме английского офицера, при котором имелся портфель с «секретными» документами, согласно которым союзники должны высадиться не в Сицилии, а в Греции.
Подделка произвела на Гитлера столь большое впечатление, что он отверг мнение Муссолини, утверждавшего, что высадка союзников произойдёт в Сицилии, и начал готовить оборону Греции, Сардинии и Корсики. Для организации обороны в Грецию «военным атташе» был послан Роммель, туда же прибыла 1-я танковая дивизия из Франции, а ещё двум танковым дивизиям было приказано готовиться к отправке из Советского Союза.
Кроме того, уже зимой 1942—1943 года для Германии возник вопрос, как долго итальянские союзники ещё будут выполнять свои обязательства. Их нежелание продолжать воевать к 11 июня 1943 года стало очевидным. В этот день итальянский гарнизон острова Пантеллерия сдался союзникам. Муссолини превратил остров в мощное укрепление на Средиземном море, на котором к моменту сдачи, включая боеспособные артиллерийские и военно-воздушные соединения, находились 10 тысяч солдат.

#### Участие канадских войск
1-я канадская пехотная дивизия была включена в состав союзных войск по настоянию канадского штаба в Англии. Англичане заменили на канадцев своих ветеранов — 3-ю британскую пехотную дивизию. Эта замена была утверждена 27 апреля генералом Эндрю Макнотоном, командиром 1-й канадской армии. Для резерва также была выделена 1-я канадская танковая бригада.
Командующим канадскими войсками поначалу был генерал-майор Гарри Салмону, однако он погиб в авиакатастрофе, когда операция была ещё на стадии планирования, и его заменил генерал-майор Гай Симондс.
Несмотря на то, что канадские войска находились в Великобритании уже несколько лет, они в большинстве своём были необстрелянными. Ещё одно отличие канадцев от остальных войск 15-й группы армий: они никогда не проходили службу в Средиземноморье и поэтому были непривычны к жаркому и засушливому климату. Этот факт в сочетании с плохим снабжением, вызванным морскими потерями союзников, привёл к тому, что после высадки действия канадских войск были приостановлены на несколько дней, чтобы солдаты получили необходимый отдых.

## Боевые действия

### Высадка и бои на побережье
В день высадки дул сильный ветер. Это мешало проведению операции, но способствовало внезапности. Десант высадился на южном и восточном побережье Сицилии: британские войска на востоке, а американские — в центре острова. Канадские войска в условиях упорного сопротивления противника высадились у деревни Пачино.
В ночь с 9 по 10 июля союзники произвели четыре выброски воздушного десанта.
Американский десант состоял в основном из 505-го парашютного полка 82-й воздушно-десантной дивизии; это была его первая выброска.
Сильный ветер оказался серьёзной помехой: многие летательные аппараты союзников отклонились от курса. Половина американских десантников не смогла достичь пунктов назначения. Действия британского десанта, сброшенного с планёров, также оставляли желать лучшего. К тому же только двенадцать планёров достигли цели, многие планёры упали в море и находившиеся в них десантники утонули.
Несмотря на неудачи, рассредоточенные подразделения десантников, используя преимущество внезапности, нападали на вражеские патрули и приводили противника в замешательство.
Из-за плохой погоды значительная часть войск высадилась не там, где было намечено, с нарушением указанных боевых порядков, да к тому же на шесть часов позже срока. Тем не менее, на пути в Сиракузу англичане почти не встретили сопротивления.
Канадцы же столкнулись с всё возраставшим сопротивлением итальянцев, засевших на холмах. Они были даже отброшены к береговой полосе, но весомые пополнения союзников остановили итальянскую контратаку, и канадцы смогли продвигаться вперёд.
В центральной части побережья, на месте высадки американцев, итальянцы, двигаясь по 115-му и 117-му шоссе, смогли организовать серьёзную контратаку силами дивизии как раз в том месте, где должны были высадиться парашютисты.
Вблизи высадки американцев находилась в готовности к обороне лишь одна дивизия «Герман Геринг», имевшая в своём составе очень мало пехоты. С трудом пройдя из Кальтаджироне своими «Тиграми», PzKpfw III и PzKpfw IV по узким улицам нескольких деревень, она совместно с итальянской дивизией «Ливорно», у которой были Semovente da 47/32 и Renault R35, утром 11 июля атаковала высадившихся в районе Джелы американцев и в отдельных пунктах даже вынудила их вернуться на суда. Затем она повернула на восток, чтобы нанести удар по противнику, продвигавшемуся в направлении аэродрома Комизо, однако добиться здесь успеха ей не удалось. Тем не менее она достигла многого. Сбросить в море противника, высадившегося на фронте свыше 150 км, разумеется, было ей не под силу. Но быстрое появление немецких частей послужило предостережением для противника, вынудив его к осторожным действиям, и в этом смысле цель была достигнута полностью. Орудия кораблей USS Shubrick (DD-639) и USS Boise (CL-47) уничтожили несколько танков, всего, по данным Паттона, немцы потеряли 14.
Брэдли располагал сведениями, что немцы и итальянцы наступали двумя частями, по 20 и 40 танков, подойдя на расстояние 2000 метров от берега, прежде чем повернули назад. Если бы эти колонны соединились и вышли к морю, весь плацдарм оказался бы под угрозой. К счастью, использование всей артиллерии помогло войскам сдержать натиск танков, и они были остановлены на ровной местности у Джелы. Позднее в этот же день враг возобновил контратаку меньшим числом, но отступил и укрылся за высоты, где корабельная артиллерия не могла его достать. Из 60 танков, участвовавших в контратаке, более половины было уничтожено. Эта цифра складывается из немецких и итальянских бронемашин. 11 июля 1943 года в ходе контратаки погиб итальянский генерал Энрико Франчиши.
11 июля Паттон приказал полкам десантников, находившимся в резерве, произвести выброску и укрепить захваченный к тому времени центр побережья. Однако не все войска союзников были проинформированы об этом решении, и британский Королевский Флот открыл огонь по самолётам С-47, перевозившим десант. В результате 23 самолёта были сбиты, 318 человек пострадали от огня по своим, 83 из них погибли.

### Бои на острове
Вначале планы продолжения сражения непосредственно вслед за высадкой не были разработаны: командующий группой армий Харольд Александер не составил плана дальнейшего наступления. В результате союзникам пришлось продвигаться вперёд почти без взаимодействия. Заранее был установлен разве что требуемый разрыв между армиями. Тем не менее, в первые два дня наступления войска быстро продвигались вперёд и захватили Видзини на западе и Аугусту на востоке.
Вскоре сопротивление противника в британском секторе стало возрастать. Монтгомери убедил Александера изменить дистанцию между союзными армиями, чтобы англичане смогли обойти очаги сопротивления и сыграть решающую роль в захвате Мессины, в то время как американские войска прикрывали бы британский фланг. Историк Карло Д'Эсте назвал этот шаг самой грубой стратегической ошибкой во всей кампании. В результате 45-й пехотной дивизии США пришлось вернуться назад, к побережью возле Джела, а потом направиться на северо-запад. Таким образом, 14-му немецкому танковому корпусу удалось отступить, избежав окружения. Это решение послужило основной причиной серьёзных конфликтов между Монтгомери и командиром 2-го американского корпуса Омаром Брэдли. Паттон, однако, это решение не оспаривал.
Немногочисленные «Мессершмитты», базировавшиеся в Трапани и Катании, оказались неспособны противостоять большому количеству «Спитфайров» и «Лайтнингов» в радиусе их действия, однако немецкие истребители снова поднимались в воздух, чтобы сбивать «Летающие крепости», направлявшиеся бомбить Мессинский пролив. Их могли поддержать залпы 88-миллиметровых зенитных пушек. Но Геринг обвинял лётчиков в трусости в боевой обстановке, хотя было ясно, что бой с численно превосходящим противником мог закончиться только поражением: «Вместе с лётчиками-истребителями во Франции, Норвегии и в России я могу относиться к вам только с презрением. Я требую немедленного поднятия боевого духа. Если этого не произойдёт, то весь лётный персонал, включая командиров, должен быть лишён званий и послан на Восточный фронт для службы в пехоте».
13 июля состоялось совещание в ставке фюрера. Гитлер заявил о том, что положение на Сицилии, где западные державы высадились 10 июля, стало серьёзным. Итальянцы вообще не воевали. Вероятно, остров будет потерян. Следующим шагом противника могла стать высадка на Балканах или в южной Италии, поэтому там необходимо сформировать новые армии. Восточный фронт должен отдать часть сил, и потому операция «Цитадель» не может дольше продолжаться. Так как фельдмаршал фон Клюге считал исключённым возобновление наступления 9 армии и полагал необходимым вернуть её на исходные позиции, Гитлер решил, одновременно учитывая необходимость снятия сил для переброски в район Средиземного моря, остановить операцию.
14 июля Муссолини, обеспокоенный положением на Сицилии, захватом Аугусты и Сиракуз, направил записку начальнику Генерального штаба Амброзио, отмечая, что ситуация является критической. Сводки англичан и американцев о победах на острове нагоняли депрессию. Противник обладал абсолютным превосходством на море и в воздухе, быстро продвигаясь вглубь сицилийской оборонительной линии. В итальянских войсках усилились хаос и неразбериха. Дуче не знал о передвижениях и состоянии дивизий «Герман Геринг», «Ливорно», «Неаполь», «Ассиета» и «Аоста». В качестве плана действий предписывалось «оказывать сопротивление на суше любой ценой и препятствовать поступлению поставок противника путём интенсивного использования наших морских и воздушных сил». Последнее было нереальным. Пропагандистская кампания с целью укрепления морального духа гражданского населения и солдат потерпела крах.
На западном побережье Сицилии итальянцам удалось сдержать наступление американцев в районе Кастрофилиппо-Наро; 35-й батальон берсальеров показал большую храбрость и упорство в обороне, хотя вскоре был разбит превосходящими силами американцев и мощью их огня. На реке Наро 73-й батальон берсальеров и остатки 35-го и 160-го батальонов береговой артиллерии также мужественно оборонялись. Было видно, что не все войска, стоящие в обороне, потеряли желание сражаться.
16 июля Черчилль написал Рузвельту: «Операция „Хаски“ развивается так быстро и развал итальянского сопротивления настолько заметен, что решение относительно этапов „Тоу“, „Бол“ и „Хил“ этой операции почти наверняка придётся принимать до нашей встречи. Нам, однако, потребуется встретиться, чтобы решить крупные проблемы, которые благодаря блестящим победам наших войск превращаются для нас в проблему Италии в целом».
19 июля Гитлер встретился с Муссолини в Фельтре и в грубой форме обвинил итальянцев в трусости и нерешительности. 26 июля дуче был арестован. Новое правительство Бадольо сделало официальное заявление о намерении продолжать войну, но вступило в тайные переговоры с союзниками.
После недели боёв Паттон стал искать более серьёзную цель для своей армии. Он решил взять столицу Сицилии Палермо. После посылки в район Агридженто разведывательного отряда, успешно захватившего этот город, Паттон сформировал временный корпус и уговорил Александера позволить ему продолжать наступление. Вначале Александер согласился и отдал приказ о продолжении наступления, но вскоре передумал и отменил свой приказ. Паттон проигнорировал отмену приказа, заявив, что «распоряжение об отмене приказа было искажено при передаче по радиосвязи». Поэтому к моменту, когда положение с «недопониманием» прояснилось, войска Паттона уже стояли у ворот Палермо. Захват города не имел большого значения, но быстрое продвижение американцев продемонстрировало их мобильность.
Падение Палермо показало итальянцам и немцам, что Сицилия для них потеряна. Войска стран «оси» отступили в Мессину, чтобы эвакуироваться в континентальную Италию. Однако это не убедило итальянцев в том, что они проиграли войну. Для многих командиров союзных войск это было большой неожиданностью, поскольку они полагали, что потеря Сицилии и колоний приведёт к выходу Италии из войны.
После захвата Палермо Паттоном и в связи с тем, что английские войска завязли в боях южнее Мессины, Александер отдал приказ о совместном англо-американском наступлении. Однако 24 июля Монтгомери предложил Паттону взять город силами 7-й армии США, так как она находилась в стратегически более выгодном положении, чем английские войска под Мессиной. Тем временем войска «оси» приготовили сильный рубеж обороны, так называемую «линию Этны», целью которой было обеспечение организованного отступления итальянских и немецких войск на материковую Италию. Мессинский пролив был усилен прожекторами, зенитными батареями, истребителями FW-190, бомбардировщиками Ju 88 и Do 217.
Контрнаступление советских войск под Курском не позволило германскому командованию активно вмешаться в события, развернувшиеся на юге. 26 июля Гитлер потребовал от фельдмаршала фон Клюге отдать несколько дивизий группы армий «Центр» и перебросить их в Италию. Командующий категорически возразил: «Я не могу отдать свои войска. Это исключено… Я обращаю внимание на то, что в данный момент я не в состоянии снять с фронта ни одного соединения. Это совершенно исключено в настоящий момент». Тем не менее, операция «Ось» разрабатывалась с конца июля.
Крупные корабли итальянского флота не вмешивались военные действия к югу от острова, следуя решению, принятому в Супермарине после оживлённой дискуссии, при отсутствии истребителей с хорошо обученными лётчиками их участие в борьбе представлялось безнадёжным. Только подводные лодки и немецкие торпедные катера наносили противнику незначительные потери; при этом за несколько дней погибло 8 итальянских подводных лодок. В ночь на 8 августа два итальянских лёгких крейсера предприняли набег на американские войска, действовавшие на северном побережье, но, достигнув высоты Устики, отказались от продолжения. Немцы поняли, что в гибели подлодок виноваты «дог-боты», и заподозрили, что на британских канонерках установлено какое-то новое секретное оружие, с помощью которого они могут уничтожать субмарины и в подводном состоянии, и на поверхности. Однако никакого «чудо-оружия» у них не было.
9 августа И. В. Сталин в личном послании У. Черчиллю поздравил британское правительство и англо-американские войска по случаю весьма успешных операций в Сицилии, которые уже привели к падению Муссолини. 12 августа премьер-министр отметил значительные победы, одержанные русскими армиями под Орлом и Белгородом. "Поражения германской армии на этом фронте являются вехами на пути к нашей окончательной победе. Благодарю Вас за поздравления по случаю наших успехов в Сицилии, которые мы совместно постараемся полностью развить без ущерба для «Оверлорда».
После 10 августа, когда британские войска столкнулись с упорным сопротивлением противника на северо-востоке Сицилии в районе Катании, планировалась вспомогательная высадка, чтобы зайти противнику во фланг. Войска должны были доставляться на берег с крупных транспортов на маленьких плавсредствах. А поскольку они не могли подойти близко, штурмовым самоходным десантным баржам следовало дать ориентир, следуя по которому они бы пришли к месту высадки, потому что их собственные навигационные возможности были ничтожными. Для определения местоположения использовался вулкан Этна, который был виден днём и ночью с большого расстояния.
Паттон начал наступление на Троину. Она являлась важным опорным пунктом в немецко-итальянской обороне, и войска противника удерживали её с большим упорством. Несмотря на удачные военные действия союзников, немцам и итальянцам удалось спасти костяк своих войск и осуществить планы по организованной эвакуации с острова. После того, как эвакуировались все войска, не занятые в обороне Троины, остатки итало-немецких войск под покровом ночи также начали переправляться в материковую Италию. Союзники не следили за перемещениями противника, поэтому эвакуация прошла успешно. Части 3-й пехотной дивизии США вступили в Мессину всего лишь через несколько часов после того, как её покинул последний солдат противника. Так части генерала Паттона закончили бросок на Мессину.

### Миф об участии мафии
Легенда гласит, что благодаря помощи мафии союзники смогли высадиться на острове и полностью оккупировать его в рекордно короткий срок. Данная мистификация поддерживалась в ряде публикаций, вышедших в СССР, Венгрии и Италии: Николай Русаков. «Из истории сицилийской мафии», Габор Геллерт. «Мафия», Микеле Панталеоне. «Мафия вчера и сегодня», Розарио Минна. «Мафия против закона». Вся операция «освобождения Сицилии» была подготовлена в камере Лаки Лучано, который при посредничестве Вито Дженовезе и американских секретных служб организовал высадку. Разумеется, что во всей этой истории Дон Кало играл первостепенную роль. Американцы поторопились вознаградить его, назначив мэром Виллальбы. Но миф идёт ещё дальше. В соответствии с этим, Лучано присутствовал на театре военных действий. Он был сброшен на парашюте на остров за некоторое время до решающего дня. Одни утверждали, что видели его в Джеле. Другие рассказывали, что утром 14 июля небольшой самолёт пролетал над Виллальбой на малой высоте. Над главной площадью он сбросил пакет, завёрнутый в платок ярко-жёлтого цвета с большой чёрной «Л», по-видимому, посланием, в котором американский босс давал Дону Кало свои последние инструкции.
В конечном счёте, история о мафии, поддерживавшей англо-американское вторжение на Сицилию, — обычная легенда, потому что военная мощь и подавляющее превосходство союзников позволяли им не предпринимать подобных действий.

## Результаты
Потери немцев и итальянцев составили 9000 человек убитыми, 46000 ранеными, 126000 (в основном итальянцы) были взяты в плен. Американские войска потеряли 2811 человек убитыми, 6471 человек были ранены, 686 взяты в плен; 2721 британских солдат погибли, 7137 были ранены, 2644 взяты в плен; потери канадских войск составили 562 погибших, 1664 раненых и 84 взятых в плен.
Для многих американских подразделений, а также для всего канадского контингента это было первое сражение, в котором они участвовали.
По поводу связи с Курской битвой, российские историки Валерий Замулин и Лев Лопуховский убедительно показывают, что прекращение операции «Цитадель» 13 июля произошло не из-за высадки на Сицилии, а в результате угрозы разгрома немецких войск в районе Орла. Из 2 танкового корпуса СС только дивизия «Лейбштандарт» без танков и тяжёлого оснащения была переведена в Италию. Мнение Генерального штаба изложил Г. К. Жуков: «Англия и Америка, по всем данным, всё ещё не собирались открывать широкие наступательные операции в Европе. Высадка их войск в Южной Италии (на острове Сицилия) не внесла существенных изменений в расстановку немецких сил по стратегическим направлениям, хотя, конечно, у гитлеровского руководства появились лишние заботы».
Джон Фуллер указал, что немецкие части сумели отойти почти беспрепятственно, и это в условиях, когда их противник абсолютно господствовал в воздухе. Лиддел Гарт также написал, что резко пересечённая горная местность на северо-востоке Сицилии благоприятствовала ведению сдерживающих действий. Отходя, немецкие войска сокращали фронт обороны, облегчая себе ведение боя, в то время как наступавшим союзным войскам всё труднее становилось использовать своё численное превосходство. Отвод немецко-итальянских войск в Италию был осуществлён за 6 суток, причём без серьёзных помех со стороны авиации и флота союзников. К счастью для Кессельринга, союзное верховное командование не попыталось осуществить высадку десанта в Калабрии на южной оконечности Италии, то есть в тылу немецких войск, находившихся в Сицилии, с целью не допустить их отвод через
Мессинский пролив.
Курт фон Типпельскирх отметил следующее: чтобы избежать такого же финала, как в Тунисе, и спасти как можно больше сил и средств для последующих боёв, командование немецкого танкового корпуса осуществило искусный отход, в ходе которого умело и последовательно разрушались все идущие вдоль побережья прекрасно оборудованные дороги; благодаря этому немецким войскам постоянно удавалось отрываться от преследовавшего их противника и в Мессине переправлять свои силы на континент. Четыре немецкие дивизии почти со всей техникой переправились через пролив. В ходе 38-дневного сражения они, невзирая на огромное превосходство противника в воздухе и его полное господство на море, а также несмотря на последовавшее вскоре прекращение всякой помощи с итальянской стороны, смогли задержать две вражеские армии до тех пор, пока в Италии не было собрано достаточного количества немецких войск, чтобы помешать высадке союзников на Апеннинский полуостров. Этот выигрыш времени был тем более важным, что внутриполитическая обстановка в Италии к тому моменту коренным образом изменилась.
Союзники учли ошибки при высадке десанта и случай ведения огня по своим. Было улучшено взаимодействие между частями и подразделениями, усилена подготовка десантников, сделаны корректировки в применении этого вида войск.
По мнению Черчилля, захват Сицилии был операцией первостепенной важности. Хотя её затмили последующие события в Нормандии, не следует недооценивать значения и трудностей, с которыми она была сопряжена. «Планируя высадку, мы опирались на опыт, приобретённый в ходе операции „Факел“, а те, кто планировал операцию „Оверлорд“, многому научились на операции „Хаски“. Главной задачей был скорейший захват портов и аэродромов для поддержки армий после высадки. Этой цели отвечали Палермо, Катания и Сиракузы, но Мессина — самый лучший порт — была вне пределов нашей досягаемости. Наш следующий стратегический шаг всё ещё не был определён. Но быстрый крах Италии стал вероятным».
Такое отношение нашло отражение в переговорах по выработке дальнейшей стратегии союзников. В августе 1943 года Алан Брук выразил несогласие с планом американцев вообще и Джорджа Маршалла в частности: «Всего лишь план высадки на отдалённом морском побережье. Предстоит ли нам играть в баккара или в железку в Ле-Туке… это никак не оговорено. Воздушные замки. Маршалл был абсолютно неспособен понять сущность нашей стратегии, мы готовимся вернуться во Францию через боевые действия в Средиземноморье. Мне совершенно не удалось объяснить Маршаллу связь между форсированием Ла-Манша и операциями в Италии и взаимное влияние этих событий. С ним абсолютно невозможно спорить, поскольку он просто не способен понять стратегическую проблему».
| Уроки, полученные на Сицилии, привели меня к следующим выводам: глубоко эшелонированные оборонительные порядки являлись обязательным дополнением к береговым укреплениям, поскольку разрушительное воздействие огня корабельной артиллерии по находящимся на расстоянии прямой видимости фортификациям делало оборону «в линию» бесполезной. Несмотря на сокрушительное фиаско береговой обороны итальянцев, массированный огонь по наиболее уязвимым целям, другими словами, по разгружающимся транспортным судам, приближающимся к берегу десантным баржам и только что высадившейся живой силе противника был и остался лучшей оборонительной тактикой. При действиях в условиях глубоко эшелонированной обороны локальные резервы должны быть настолько сильными и располагаться так близко друг к другу, чтобы у них была возможность в случае необходимости нанести противнику ответный удар и выравнять положение. Части первого эшелона основных резервов нужно располагать как можно ближе к побережью, чтобы они могли в тёмное время суток выдвинуться как можно дальше вперед и в максимальной степени занять боевые позиции на линии фронта. — Альберт Кессельринг |

| Тогда можно было различить две основные тенденции. Первая выражалась во мнении, что любая оборона против превосходящих сил противника изначально безнадёжна, вторая — что тактическими мерами противнику можно нанести сокрушительный удар в момент его максимальной уязвимости. Можно предположить, что Кессельринг надеялся добиться на этом острове своего первого заметного успеха в качестве главнокомандующего и верил, что после высадки противник «может быть сброшен в море». Поскольку последний тезис был достаточно популярен среди генералитета вермахта и ещё больше среди подчинённых, то стоит проанализировать его в свете реального опыта. Большая часть германских политиков и военачальников способна была мыслить лишь в русле сухопутных операций, а не трёхмерных условий при взаимодействии всех трёх видов вооружённых сил. Такая ограниченность оказалась причиной не только переоценки важности береговой обороны, но и преувеличения трудностей высадки противника, обладающего превосходством в воздухе и на море. Атакующий с моря обладает преимуществом внезапности. Ещё более важной является возможность для сил вторжения подавлять противника средствами корабельной артиллерии. Большой успех десанта можно объяснить также тем, что у союзного командования имелась возможность перебросить на берег танки почти одновременно с высадкой пехоты. Союзные военно-воздушные силы способны были уничтожать немецкие самолёты на земле. Однако попытка ускорить исход операции путём высадки воздушного десанта провалилась. Те из них, что силами до дивизии были сброшены на юго-востоке острова для захвата аэродромов, цели не достигли, понеся значительные потери от германских зенитных батарей, которые всё ещё оставались весьма мощными. Во всех десантных операциях союзников на Сицилии цели выбирались таким образом, чтобы они находились в пределах радиуса действия их истребителей наземного базирования. Этим и объясняется отказ от высадки на северном побережье Сицилии, а позднее выбор Салерно для высадки десанта. Завершая анализ, следует ещё отметить, что у только что высадившихся сил слабым местом являются тыловые коммуникации. — Фридолин фон Зенгер |